# سدیم پیروسولفات
سدیم پیرو سولفات (به انگلیسی: Sodium pyrosulfate) با فرمول شیمیایی Na۲S۲O۷ یک ترکیب شیمیایی است، که جرم مولی آن برابر با ۲۲۲٫۱۲ g/mol می‌باشد. این ترکیب به‌شکل بلورهای سفید و شفاف است.